# Омаров, Гаджимурад Заирбекович
Гаджимура́д Заирбе́кович Ома́ров (род. 23 февраля 1962, Гацалух, Дагестанская АССР) — российский политик,  Секретарь партии «Справедливая Россия» по вопросам национальной политики и Член Президиума Центрального совета партии «Справедливая Россия».
Депутат Государственной думы РФ 3-го созыва (2000—2003), 7-го созыва. Лидер регионального отделения «Справедливой России» в Дагестане (2012—2015). Лидер регионального отделения "Справедливой России" в Республике Башкортостан (2019-2022).

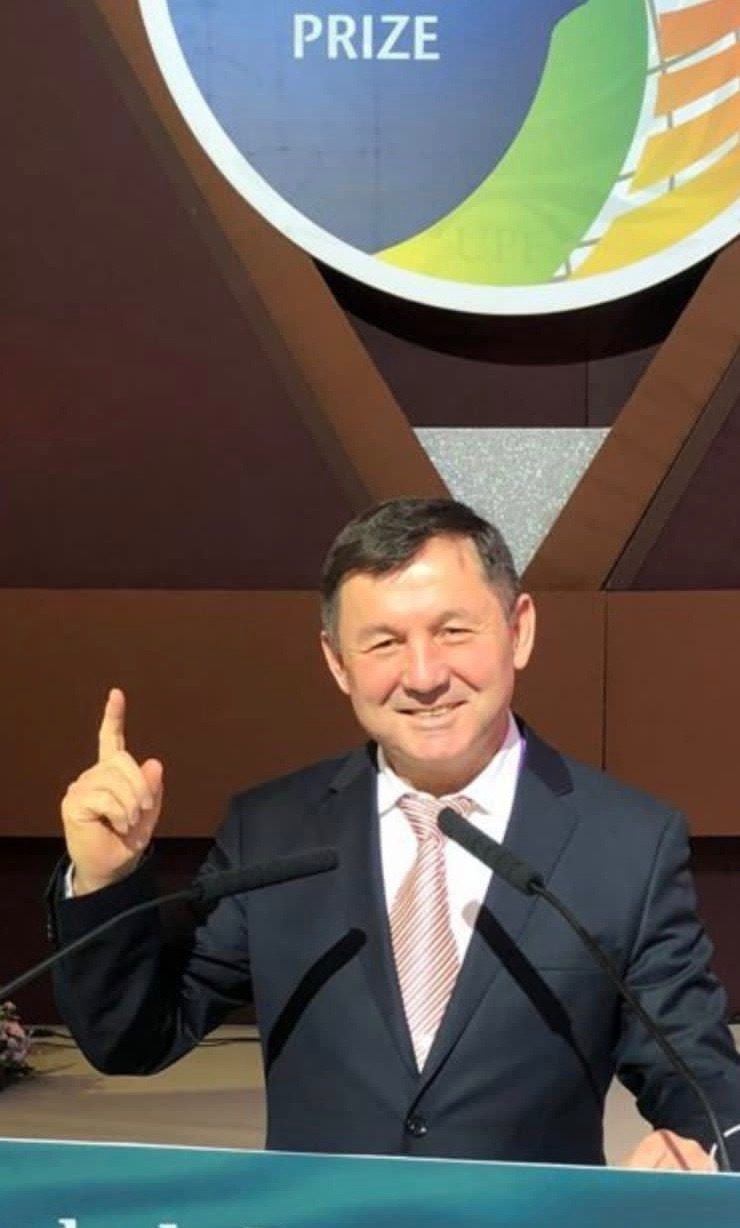
Омаров Гаджимурад Заирбекович

## Биография

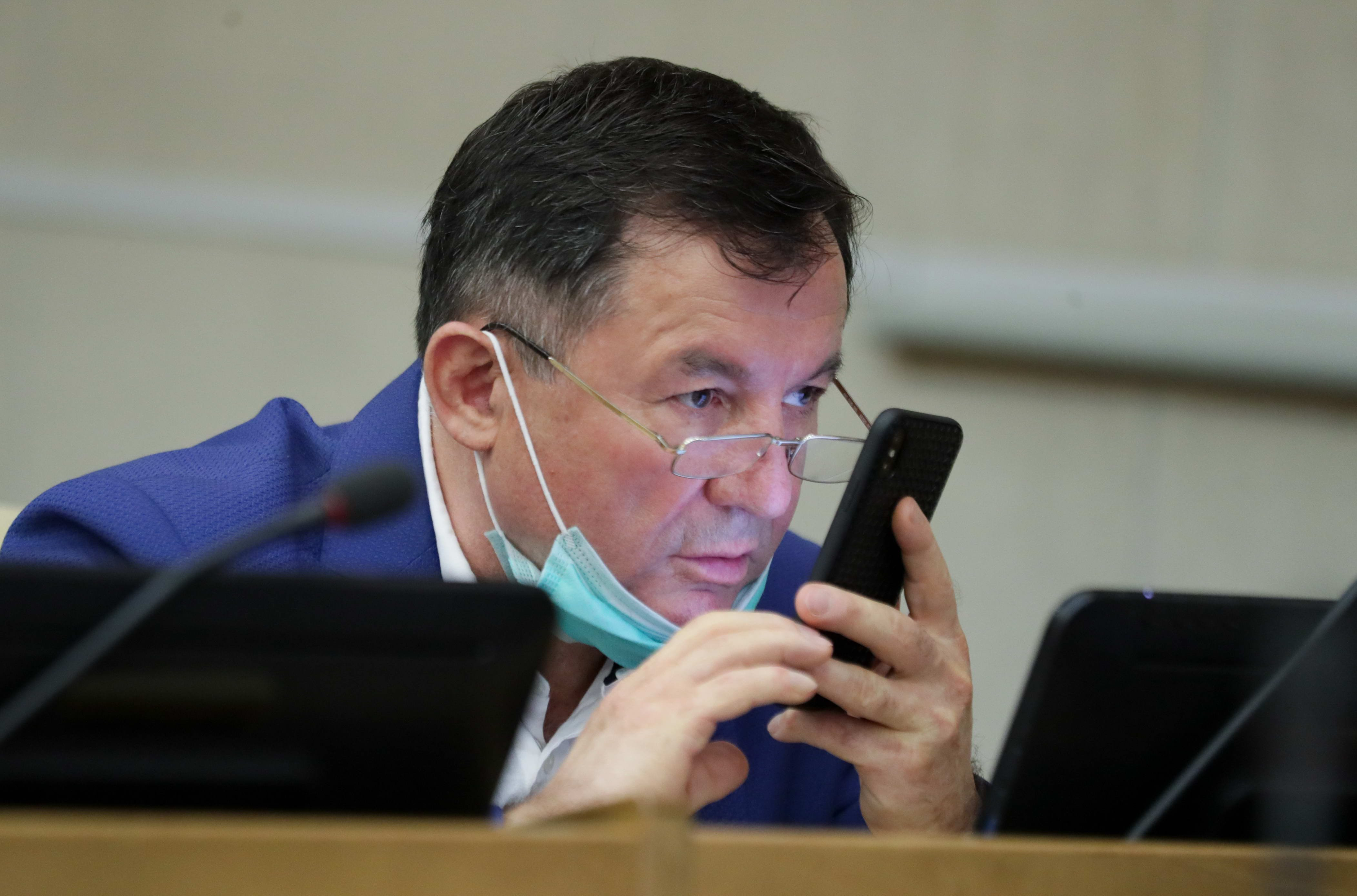
На пленарном заседании в Государственной Думе, 2021 год

Родился 23 февраля 1962 года. По национальности — аварец. В 1986 году окончил Дагестанский государственный университет по специальности «правоведение». В 1999 году был избран депутатом Государственной думы Российской Федерации от Дагестана по одномандатному округу. Был членом комитета ГД по кредитным организациям и финансовым рынкам; членом депутатской группы «Народный депутат» и комиссии ГД по вопросам выпуска телевизионной передачи «Парламентский час».
В разное время Омаров был членом партий «Правое дело», ЛДПР, Народная партия.
В 2004—2007 годах — заместитель председателя Народной партии Российской Федерации
В июне 2012 года Гаджимурад Омаров возглавил региональное отделение партии Справедливая Россия. В ноябре того же года он разом исключил из регионального отделения партии 2300 человек, включая депутатов районных, городских собраний и депутатов Народного Собрания, а на их место принял новых людей.
В октябре 2012 года был одним из организаторов состоявшегося в Москве альтернативного Съезда народов Дагестана, участники которого обвинили действующие власти республики в провокациях и потребовали отставки Президента Дагестана Магомедсалама Магомедова.
В 2016 году был выдвинут первым номер регионального списка партии «Справедливая Россия» на выборах в Госдуму по Башкирии.

## Нападение
21 февраля после отчетно-выборной конференции дагестанского отделения «Справедливой России» был избит несколькими людьми. По словам Омарава руководил избивавшими его людьми «бывший помощник главы республики, занимающий ныне пост заместителя министра в дагестанском правительстве». После инцидента Омаров отправился на лечение в Москву. В результате избиения Омаров получил закрытый перелом левой ключицы в средней трети со смещением отломков, закрытую черепно-мозговую травму, сотрясение головного мозга, закрытый перелом костей носа без смещения, множественные ушибы мягких тканей головы, лица, грудной клетки, конечностей. 16 марта после проведения операции на ключице Г. Омаров был выписан из НИИ им. Н. Склифосовского.
10 марта адвокат З. Мирзаева подала заявление в следственный отдел Ленинского района Махачкалы СКР по Дагестану. 20 марта стало известно, что Мирзаева подала в районный суд Махачкалы жалобу на бездействие правоохранительных органов. 31 марта Советский районный суд Махачкалы приступил к рассмотрению жалобы.
В конце апреля 2015 года по делу об избиении Омарова был задержан заместитель министра природных ресурсов и экологии Дагестана Магомед Алхасов. Подозреваемый Алхасов свою вину не признал, после чего дознаватель избрал ему меру пресечения — домашний арест. После получения результатов судмедэкспертизы дело об избиении Омарова было переквалифицировано на статью 112 (часть 2) УК РФ (умышленное причинение средней тяжести вреда здоровью, совершенное группой лиц из хулиганских побуждений).
В июне 2015 года Омаров покинул пост председателя дагестанского регионального отделения «Справедливой России» по собственному желанию. Новым главой регионального отделения был избран руководитель фракции СР в Народном собрании Дагестана Камил Давдиев. По словам Омарова, он ушёл в отставку по просьбе лидера партии Сергея Миронова, на которого Глава Дагестана Рамазан Абдулатипов оказал давление, используя связи в Администрации президента России.